# The Rock Show
"The Rock Show" é um single da banda estadunidense Blink-182, lançado dia 25 de junho de 2001 pela MCA.

## Faixas

### CD #1
1. "The Rock Show" – 2:51
2. "Time to Break Up" – 3:05
3. "Man Overboard" – 2:46
4. "The Rock Show" (videoclipe) – 3:12

### CD #2
1. "The Rock Show" – 2:51
2. "Aliens Exist" (ao vivo do álbum The Mark, Tom, and Travis Show) – 3:43
3. "Adam's Song" (videoclipe) – 4:22

### DVD
1. "The Rock Show" – 2:51
2. "All the Small Things" – 2:53
3. "Clips From The Urethra Chronicles"